# Pseudolaguvia foveolata
Pseudolaguvia foveolata är en fiskart som beskrevs av Ng 2005. Pseudolaguvia foveolata ingår i släktet Pseudolaguvia och familjen Erethistidae. IUCN kategoriserar arten globalt som otillräckligt studerad. Inga underarter finns listade i Catalogue of Life.